# スヴェティロク・トンネル

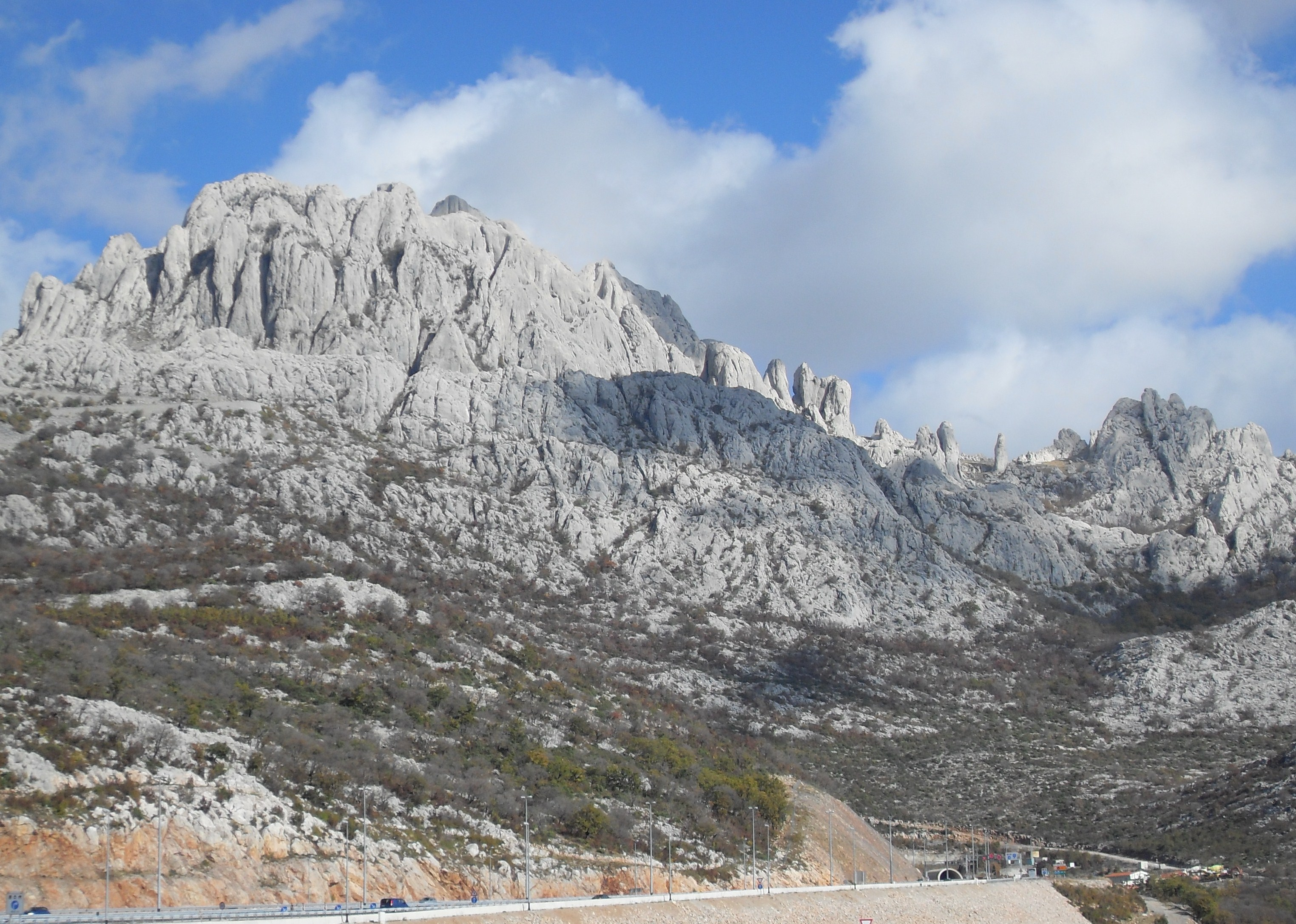
スヴェティロク・トンネルはヴェレビト山脈を貫ける

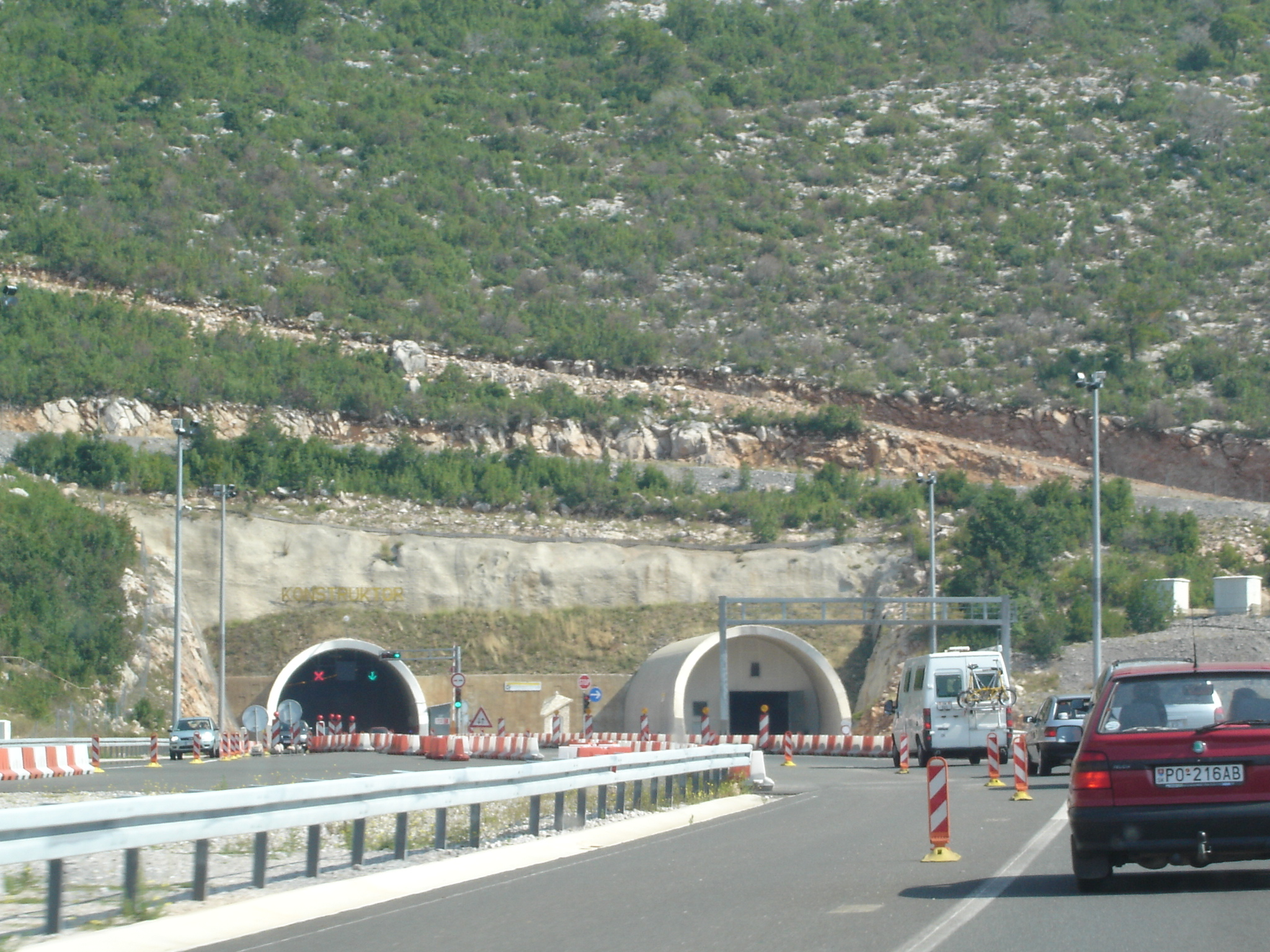
トンネルの南側入り口

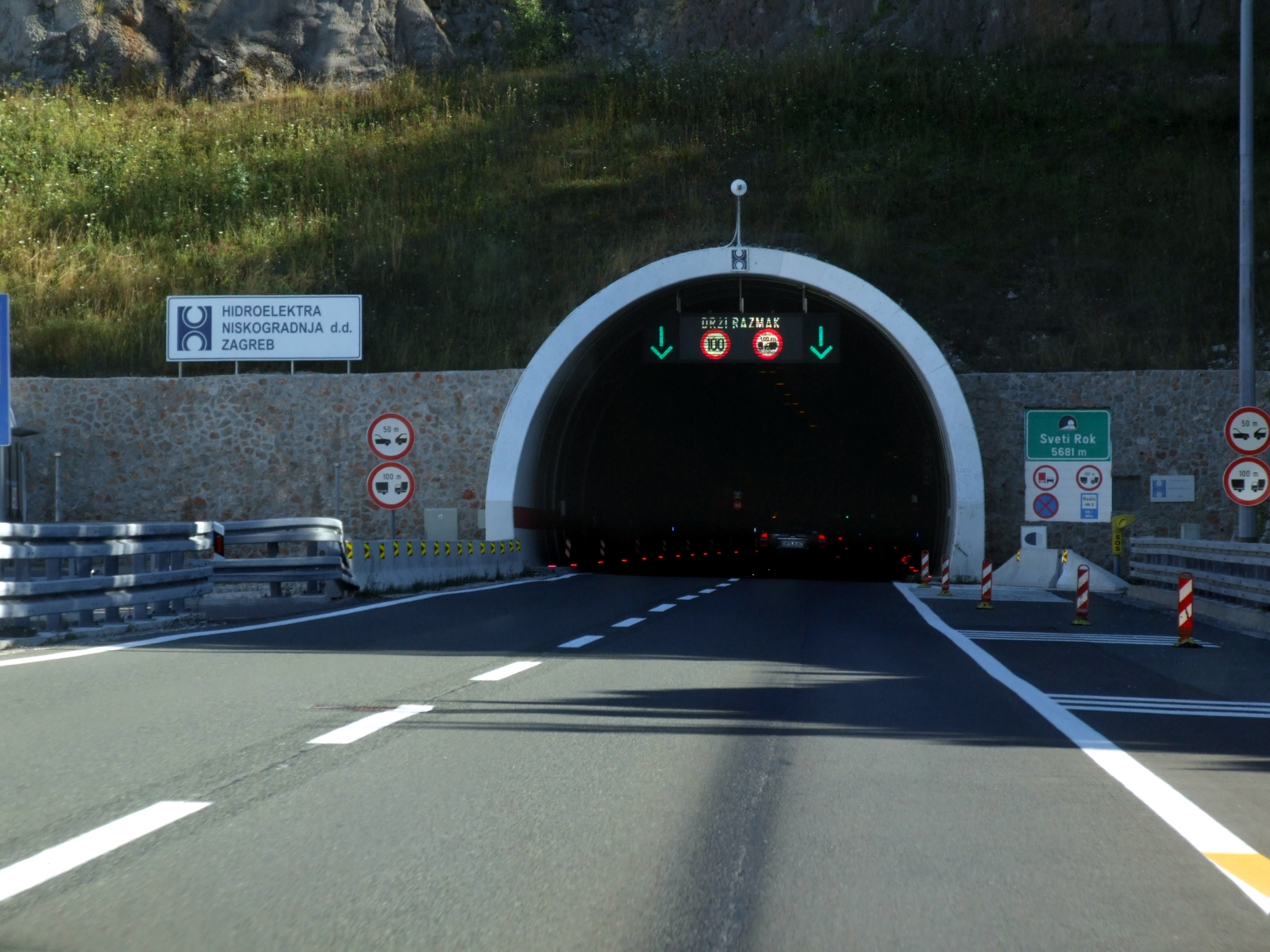
トンネルの北側入り口のひとつ

スヴェティロク・トンネル（クロアチア語: Tunel Sveti Rok）はクロアチアのA1高速道路（en:A1 (Croatia)）のトンネルで、ダルマチアのザダルの東北東約40キロ近くにあり、ヴェレビト山脈の南部のアラン山（Mali Alan、海抜1,044m）を貫通している。2003年に完成し、長さが5679メートルで同国最長の高速道路トンネルである。
スヴェティロク（Štovanje Svetoga Roka）とは、聖ロクスのことで、クロアチアのイストリアからダルマチアへ抜けるこの峠で旅人の守護聖人でもあり、近くにスヴェティロク村（hr:Sveti Rok (Lovinac)）もスヴェティロク山もある。

## 参照項目
- ヴェレビト山脈